# Баранцев, Алексей Георгиевич
Алексей Георгиевич Баранцев (род. 11 ноября 1959) — российский предприниматель в сфере металлургической промышленности, Заслуженный металлург Российской Федерации (2000), в прошлом генеральный директор Красноярского и Братского алюминиевых заводов и ГАЗ, ныне глава инжиниринго-строительного дивизиона объединённой компании «Русал».

## Биография
Уроженец посёлка Усть-Баргузин. Окончил Иркутский политехнический институт по специальности «инженер-металлург», начинал карьеру в 1985 году на Таджикском алюминиевом заводе, где работал до распада СССР. После распада СССР работал до 1998 года на Братском алюминиевом заводе, где занимал следующие должности:
- заместитель начальника отдела материально-технического обеспечения[1]
- заместитель начальника МТС в Управлении производственно-технологической комплектации[1]
- начальник электролизного цеха № 2 (с 1994 года)[1]
- технический директор завода (с 1996 года)[1]

С августа по октябрь 1998 года занимал пост исполнительного директора Красноярского алюминиевого завода, в октябре 1998 года назначен его генеральным директором, проработал на должность до мая 2000 года. С июля 2000 года и по июнь 2002 года — генеральный директор Братского алюминиевого завода, с февраля 2002 года — заместитель генерального директора по новому строительству ОАО «Русский Алюминий Менеджмент». В дальнейшем учился в Великобритании по специальной программе для топ-менеджеров и стажировался во Франции. С июля 2002 года — первый заместитель генерального директора ОАО «ГАЗ» (в августе назначен генеральным директором).
В октябре 2005 года стал заместителем генерального директора в ООО «РусПромАвто», позже был заместителем исполнительного директора. С середины 2006 года первый заместитель Председателя Правления (руководителя) Нижегородского блока «РусПромАвто», позже переименованного в «ГАЗ». В январе 2007 года назначен директором дивизиона «Автокомпоненты», позже был директором по производству и реструктуризации Группы ГАЗ и первым заместителем её Председателя Правления. С июля 2007 года — директор по развитию операционной деятельности.
В 2008 году занимал должность первого заместителя генерального директора по производству ОАО «Русские машины», в 2008—2011 — генеральный директор ЗАО «Главстрой-менеджмент» и ООО «ПСК Трансстрой». С конца мая 2012 года — глава инжинирингово-строительного дивизиона компании РУСАЛ, отвечает за повышение эффективности управления ремонтной деятельностью на заводах, управление проектами строительства, модернизации и внедрения новых технологий. В настоящее время также периодически читает лекции в Техническом институте Иркутской области.
Женат, есть дети.

## Награды и звания

### Государственные
- Заслуженный металлург Российской Федерации (12 июля 2000) — за достигнутые трудовые успехи, укрепление дружбы и сотрудничества между народами и многолетний добросовестный труд[3]
- Орден Почёта (31 декабря 2006, Белоруссия) — за значительный вклад в укрепление дружественных отношений и сотрудничества между Республикой Беларусь и Российской Федерацией[4]
- Орден Почёта (17 августа 2007) — за большой вклад в развитие отечественного машиностроения и многолетний добросовестный труд[5]
- Знак отличия «За заслуги перед Свердловской областью» III степени (19 февраля 2018) — за особые заслуги в сфере социально-экономического развития Свердловской области[6]
- Орден Александра Невского (28 октября 2019) — за достигнутые трудовые успехи, активную общественную деятельность и многолетнюю добросовестную работу[7]

### Общественные
- Лауреат ВВЦ
- Член правления Российского союза промышленников и предпринимателей[8]
- Лауреат Национальной общественной премии имени Петра Великого (17 декабря 2001)[9]
- Почётный профессор ИРНИТУ (6 ноября 2003)[1]
- Кавалер ордена «За честь и доблесть» как лауреат премии «Российский Национальный Олимп» (12 марта 2004)[10][11]
- Лауреат Международной премии «Золотая звезда» и ордена «За верность долгу» (сентябрь 2004)[10][12]
- Член списка 10 лучших менеджеров по версии Российской ассоциации менеджеров (2004)[10]
- Кавалер памятной медали «За заслуги в управлении конкурентоспособности России»[10]
- Обладатель почётного знака «За заслуги в области экологии»[10]
- Лауреат премии Нижнего Новгорода за разработку и внедрение производственной системы «ГАЗ»[10]
- Обладатель диплома «Лидер бизнеса Поволжья» в номинации «Автомобильная промышленность»[10]